# خوان كارلوس رويز
خوان كارلوس رويز (بالإسبانية: Juan Carlos Ruiz)‏ هو لاعب كرة قدم بوليفي في مركز الدفاع، ولد في 14 أغسطس 1968 في سانتا كروز دي لا سييرا في بوليفيا. شارك مع منتخب بوليفيا لكرة القدم. أما مع النوادي، فقد لعب مع ذي سترونغيست وليتورال ونادي بوليفار.

## وصلات خارجية
- خوان كارلوس رويز على موقع قاعدة بيانات كرة القدم.إي يو (الإنجليزية)
- خوان كارلوس رويز على موقع ناشيونال فوتبول تيمز (الإنجليزية)
- خوان كارلوس رويز على موقع عالم كرة القدم.نت (الإنجليزية)